# Mon La Fruta Tour
Mon La Fruta Tour es la gira de la cantante chilenomexicana Mon Laferte para presentar su tercer álbum de estudio Mon Laferte Vol. 1 con el apoyo del cantautor mexicano Caloncho para complacer a todos sus seguidores. La gira comenzó el 30 de enero en Monterrey, México dando paso a una serie de presentaciones por toda la República Mexicana, en Estados Unidos y Chile con un éxito rotundo agotando entradas en distintas ciudades de México y Chile, finalmente la gira concluyó el 30 se septiembre en Ciudad de México con un Auditorio Nacional lleno.

## Repertorio
1. Vuelve por favor
2. Tormento
3. Igual que yo
4. Salvador
5. La noche del día que llovió en verano
6. Un Alma en Pena
7. Cielito de Abril
8. El cristal
9. La mujer
10. Flor de amapola
11. Orgasmo para dos
12. Ana (cover de Los Saicos)
13. Bonita
14. No te fumes mi mariguana
15. Si tú me quisieras
16. El diablo
17. Amor completo
18. Tu falta de querer

## Fechas de la gira
| Fecha                    | Ciudad                 | País           | Recinto                                  |
| ------------------------ | ---------------------- | -------------- | ---------------------------------------- |
| 30 de enero de 2016      | Monterrey              | México         | Café Iguana                              |
| 13 de febrero de 2016    | México D.F.            | México         | Teatro Metropólitan                      |
| 14 de febrero de 2016    | México D.F.            | México         | Teatro Metropólitan                      |
| 19 de febrero de 2016    | México D.F.            | México         | Caradura                                 |
| 16 de marzo de 2016      | Austin                 | Estados Unidos | Javelina Bar                             |
| 20 de marzo de 2016      | El Tajin               | México         | Parque Temático Takilhsukut              |
| 23 de marzo de 2016      | Zacatecas              | México         | Plaza de Armas                           |
| 8 de abril de 2016       | Puebla                 | México         | Teatro Principal                         |
| 9 de abril de 2016       | Mérida                 | México         | Coliseo Yucatán                          |
| 10 de abril de 2016      | Cancún                 | México         |                                          |
| 15 de abril de 2016      | Tepatitlán             | México         | Praga Club Tepatitlán                    |
| 16 de abril de 2016      | Guadalajara            | México         | Teatro Diana                             |
| 17 de abril de 2016      | Aguascalientes         | México         | Feria de San Marcos                      |
| 23 de abril de 2016      | Ensenada               | México         | Terreno Frente al Riviera                |
| 24 de abril de 2016      | México D.F.            | México         | Estadio Azteca                           |
| 30 de abril de 2016      | Ciudad Juárez          | México         | Plaza de la Ciudad Juárez                |
| 6 de mayo de 2016        | Morelia                | México         | Multiforo Salón Morelia                  |
| 7 de mayo de 2016        | Toluca                 | México         | Teatro Morelos                           |
| 8 de mayo de 2016        | Toluca                 | México         | Teatro Morelos                           |
| 13 de mayo de 2016       | Santiago de Chile      | Chile          | Teatro Cariola                           |
| 19 de mayo de 2016       | Culiacán               | México         | Plazuela Rosales                         |
| 21 de mayo de 2016       | Naucalpan              | México         | Foro Felipe Villanueva (Parque Naucalli) |
| 26 de mayo de 2016       | Guasave                | México         | Plazuela Miguel Hidalgo                  |
| 27 de mayo de 2016       | Querétaro              | México         | Auditorio Josefa Ortíz de Domínguez      |
| 28 de mayo de 2016       | León                   | México         | Teatro Manuel Doblado                    |
| 4 de junio de 2016       | Acapulco               | México         | Forum de Mundo Imperial                  |
| 18 de junio de 2016      | Monterrey              | México         | Parque Fundidora                         |
| 25 de junio de 2016      | Tijuana                | México         | Centro de Espectáculos ALAMAR            |
| 28 de junio de 2016      | Mexicali               | México         | Carpa del Fex                            |
| 10 de julio de 2016      | Chicago                | Estados Unidos | Addams/Medill Park                       |
| 12 de julio de 2016      | Houston                | Estados Unidos | Scout Bar                                |
| 13 de julio de 2016      | Dallas                 | Estados Unidos | Trees                                    |
| 15 de julio de 2016      | Santa Ana (California) | Estados Unidos | The Observatory                          |
| 16 de julio de 2016      | Los Ángeles            | Estados Unidos | The Roxy                                 |
| 17 de julio de 2016      | San Francisco          | Estados Unidos | The Independent                          |
| 28 de julio de 2016      | Querétaro              | México         | Plaza Fundadores                         |
| 13 de agosto de 2016     | Zamora                 | México         | Teatro Obrero                            |
| 24 de septiembre de 2016 | Santa Ana (California) | Estados Unidos | The Observatory                          |
| 25 de septiembre de 2016 | Oakland                | Estados Unidos | Fox Theater                              |
| 30 de septiembre de 2016 | México D.F.            | México         | Auditorio Nacional                       |